# Усиков, Андрей Иванович
Андрей Иванович Усиков(7 августа 1969 Кромы Орловской области) — российский политик, глава администрации г. Орёл в 2015-2017 годах.
Окончил в 1986 году Кромскую среднюю образовательную школу. В том же году поступил в Орловский сельскохозяйственный институт (ныне - ), который окончил в 1991 году по специальности "Агроном". В период учебы в институте был призван на срочную военную службу в 1988-1989 годах.
В 1996-2010 годах вел предпринимательскую деятельности. В 2010—2015 годах был избран главой муниципального образования пгт. Кромы.
В 2015-2017 годах. занимал должность главы администрации города Орла. С 2017 по 2019 годы курировал вопросы социальной политики региона на посту заместителя Губернатора Орловской области. Затем в 2019 году возглавил государственную трудовую инспекцию по Орловской области.
В 2021 году был вновь избран на пост главы Кромского района.